# 目白光明
目白光明（日语：メジロブライト），是日本純種競賽馬匹。生涯活躍於長途賽事，曾於1998年勝出春季天皇賞並當選最佳父內國產馬。

## 出賽前
1994年4月19日出生於北海道伊達市目白牧場，所有權直接歸於牧場旗下。
其後交由栗東訓練中心練馬師淺見國一訓練。

## 競賽生涯

### 3歲（現2歲）
1996年8月31日出戰函館競馬場3歲新馬戰，由千田輝彥策騎。比賽開始後其因漏閘於於最後位置追走，然而進入直路後由外檔爆發驚人人的末腳超越前方所有賽駒，最終以第六人氣的爆冷姿態取首勝利。
9月22日出戰公開賽鈴蘭賞，再度漏閘之下於後方追走，但本次比賽並未能發揮如同新馬戰的速度，最終以1 1/4馬位差距敗於Spring Diana取得第二。
10月19日出戰每日盃三歲錦標，改由松永幹夫策騎。比賽開始後其第三度漏閘於最後方位置展開推進，進入直路後雖然開始衝刺並跑出優勢的速度，但仍然未能超越前方進入獨走狀態的採珠，最終以5馬位差距敗給對手。
賽後陣營發現其之前經已出現的骨膜炎症狀出現惡化，進行X光檢查後確認由骨折的跡象，最終決定安排其進入休養。
12月21日於短波電台盃三歲錦標復出，僅次於T.M.Top Dan獲得第二人氣。比賽開始後其雖然順利出閘，但於初段並未積極爭搶位置之下墮後至到馬群後方等待時機。通過第三彎道後其逐步爬升至到前方，進入直路後隨即展開加速並成功衝出。直路終端，其仍然保持速度並超越前方Brave Tender等對手，最終成功拉開對手2馬位優勢取得首個分級賽冠軍。

### 4歲（現3歲）
1997年出戰共同通信盃四歲錦標作爲年度首戰，成功壓過若駒錦標冠軍Erimo Dandy及札幌兩歲錦標冠軍Seiryu O獲得第一人氣。比賽開始後，其於第13檔較外檔位置出發，如同往常日本留後等待時機。通過最後彎道時，其成功抽出外檔加速，最終於直路爆發末腳之下超越前方對手，以平紀錄的1分47.5秒再度贏得冠軍。
2月末練馬師淺見國一因年老以退休並散倉，因而被轉移至兒子、同爲練馬師之淺見秀一的馬房繼續現役。
3月16日出戰春季錦標作爲熱身，雖然於直路上嘗試加速，但受到好至黏地的限制未能最大程度發揮其末腳實力，最終未能超越前方的星期天取得第二。
4月13日出戰經典三冠首關皋月賞，成功獲得第一人氣。比賽開始後，前方由陽光拜仁帶出，目白光明則繼續選擇於後方位置推進。進入直路後，雖然目白光明抽出外檔奮力加速，但未能阻止第十一人氣的陽光拜仁一放到底之餘，亦未能追上第十人氣的Silk Lightning及第十二人氣的Fujiyama Bizan，最終爆大冷下以第四完賽。
其後出戰東京優駿（日本打吡），再度獲得第一人氣支持。比賽開始後，前方的陽光拜仁及無聲鈴鹿進佔位置進行領放，目白光明則繼續採用拿手的後上戰術。進入直路後，其開始加速爆發末腳追趕前方的陽光拜仁，但最終再次未能追上之下亦不敵同爲後上馬的御用律師，最終以第三完賽。
夏季放草過後於10月12日出戰京都新聞盃，僅次於神戶新聞盃冠軍待兼福來取得第二人氣。比賽途中其雖然於直路轟出全場最快沒腳，但仍然不敵率先衝出的待兼福來及Pulsebeat獲得第三。
11月2日按照計劃出戰菊花賞，比賽初段其以緩慢的速度開始追走，通過第三彎道後抽出大外檔開始加速但再度無法超越前方的待兼福來及Daiwa Oshu獲得第三。
其後出戰本年度升格爲二級賽的長途馬錦標，由於主戰騎師松永需要出戰阪神競馬場舉行的世界超級騎師大賽，因而由河內洋代打策騎。比賽開始後，其再度選擇於後方追走，並於進入第三彎道後開始加速，進入直路後隨即進行加速突放。直路中段，儘管其經已拋離後方賽駒巨大的距離進入獨走狀態，但其仍然保持速度衝刺，最終以11馬位以上的大差優勢取得冠軍。

### 5歲（現4歲）
1月25日以美國賽馬會盃作爲首戰，並正式由河內接替松永的主戰騎師位置。比賽途中其跟隨緩慢的流向逐步推進，通過最後彎道後於大外檔位置衝出，並於直路爆發速度下拉開後方2 1/2馬位取得分級賽二連勝。
3月22日出戰阪神大賞典，成功壓過上年度贏得有馬紀念的同期馬御用律師取得第一人氣。比賽開始後，兩駒均於後方位置追走，然而御用律師的騎師藤田伸二發覺半場比賽爲對後上馬不利的慢步速，因而選擇提速佔據先頭位置，目白光明則繼續處於後方。進入直路後，目白光明再度採用大外檔加速的戰術，不斷加速之下成功將前方的御用律師追至平頭，最終於照片判定下其以鼻位優勢擊敗對手取得三連勝。
其後按照上年度經已訂立的計劃出戰春季天皇賞，雖然比賽初段因漏閘於處於後方，但調整過後隨即佔據了中團第六左右的位置。進入對面直路後，其逐步抽出外檔準備加速，並於第三彎道開始迫近前方的賽駒。進入直路後，其憑藉處於外檔的有利位置於望空下一口氣超越前方賽駒，繼續保持速度之下成功以2馬位優勢抵擋並擊敗後方追擊的第十一人氣伏兵黃金旅程取得首個一級賽冠軍。本次勝利爲「目白系」賽駒自目白麥昆以來暌違6年的天皇賞勝利，更爲繼Mejiro Titan 20年後再度有目白牧場生產的賽駒贏得天皇賞，加上現場旁述員杉本清於其衝線時說出的一句：「目白牧場的春天！羊蹄山山腳的春天！！」，導致是次勝利被外界視爲日本賽馬界老牌牧場目白牧場復興的第一步。
7月12日出戰寶塚紀念，然而於賽前其因於閘內站立而被賽會帶出閘外檢查，雖然確認沒有任何異常可以繼續參賽，但仍然被罰需移動至外檔發走。比賽開始後，前方由無聲鈴鹿帶出領放，雖然目白光面此時保持良好節奏於後方推進，但於比賽後段因撞擊內欄而失去節奏，最終失速之下以第十一大敗。
放草過後出戰京都大賞典，於其中未能追上領放的星雲天空，最終以頸位落敗得第二。
11月1日出戰秋季天皇賞，比賽初段其保持良好且穩定的節奏於先頭位置推進，並於通過第三彎道前開始逐步加速進佔位置。然而通過第三彎道時候，前方領放的無聲鈴鹿突然失速並向外檔行走，此時所有賽駒均出於避讓無聲鈴鹿的原因抽入內欄，導致目白光明的進路受阻。進入直路後，其仍然無法衝出馬群加速，最終以第五完賽。
12月27日出戰有馬紀念，繼成星雲天空及氣槽之後成爲第三人氣，比賽開始後，其重新採用後上策略等待時機，但於直路上未能由外檔位置將前方蠶食到底，最終以1/2馬位差距敗於草上飛得第二。
年末，由於其以四連勝姿態勝出春季天皇賞，因而於評選中以178票當選最佳父內國產馬，但於最佳5歲及以上雄馬和日本馬王均大敗於大樹快車。

### 6歲（現5歲）
1999年以日經新春盃作爲年度首戰，比賽途中克服高達59.5公斤的高負磅，於直路上一早處於先頭位置並以優秀的速度抵擋後方Emocion的追擊，最終以頸位優勢取得冠軍。
3月21日出戰阪神大賞典，本次比賽被視爲目白光明和上年度打吡馬特別週的決戰。比賽開始後，其繼續選擇於後方追走，並於第三彎道後成功和特別週呈現平頭姿態。進入直路後，兩駒隨即於前方展開纏鬥，可惜目白光明稍落下風之下被對手成功透出，最終以3/4馬位差距落敗得第二，但仍然拉開第三的末廣統領 7馬位。
其後出戰春季天皇賞，將和特別週及星雲天空進行三強對決。比賽初段星雲天空於前方帶出領放，特別週採出先行戰術於第三左右的位置推進，而目白光明則一如既往處於中團左右的位置追走。通過最後彎道時，處於較後方的目白光明及特別週均抽出外檔加速，並於直路上成功超越星雲天空。然而於直路中段，目白光明再度未能挑戰特別週的領先位置，最終以1/2馬位差距落敗得第二。
秋季首戰爲10月10日的京都大賞典，雖然進入直路後成功由內檔衝出超越特別週，但仍然落後前方的鶴丸剛志3/4馬位得第二。
其後目白光明出戰秋季天皇賞及有馬紀念，均未能發揮良好的表現，最終分別以第十一及第五落敗。

### 7歲（現6歲）
進入2000年的7歲生涯，由於其在有馬紀念賽後被發現左前腳患有肌腱炎，因而被安排進入長期休養。
10月8日於京都大賞典復出，但狀態未完全恢復之下以第八落敗。
然而賽後其再度被查出肌腱炎復發，最終於陣營考慮其狀況及年齡後，決定安排其退役。

### 詳細賽績
| 日期       | 舉辦國家 | 馬場 | 距離   | 級別 | 賽事名稱           | 負重 | 騎師     | 馬號 | 舉辦國家 | 名次 | 時間   | 頭馬（二馬）     |
| ---------- | -------- | ---- | ------ | ---- | ------------------ | ---- | -------- | ---- | -------- | ---- | ------ | ---------------- |
| 31/8/1996  | 日本     | 函館 | 草1800 |      | 3歲新馬            | 53   | 千田輝彥 | 3    | 3        | 1    | 2:01.6 | （Palm Shadow）  |
| 22/9/1996  | 日本     | 函館 | 草1800 | OP   | 鈴蘭賞             | 53   | 橫山賀一 | 1    | 1        | 2    | 1:51.5 | Spring Diana     |
| 19/10/1996 | 日本     | 京都 | 草1400 | GII  | 每日盃三歲錦標     | 53   | 松永幹夫 | 10   | 5        | 2    | 1:22.1 | 採珠             |
| 21/12/1996 | 日本     | 阪神 | 草2000 | GIII | 短波電台盃三歲錦標 | 54   | 松永幹夫 | 7    | 4        | 1    | 2:03.1 | （Brave Tender） |
| 9/2/1997   | 日本     | 東京 | 草1800 | GIII | 共同通信盃四歲錦標 | 56   | 松永幹夫 | 13   | 8        | 1    | 1:47.5 | （Seiryu O）     |
| 16/3/1997  | 日本     | 中山 | 草1800 | GII  | 春季錦標           | 56   | 松永幹夫 | 5    | 4        | 2    | 1:52.3 | 星期天           |
| 13/4/1997  | 日本     | 中山 | 草2000 | GI   | 皋月賞             | 57   | 松永幹夫 | 8    | 4        | 4    | 2:02.2 | 陽光拜仁         |
| 1/6/1997   | 日本     | 東京 | 草2400 | GI   | 東京優駿           | 57   | 松永幹夫 | 15   | 7        | 3    | 2.26.9 | 陽光拜仁         |
| 12/10/1997 | 日本     | 京都 | 草2200 | GII  | 京都新聞盃         | 57   | 松永幹夫 | 6    | 5        | 3    | 2:13.3 | 待兼福來         |
| 2/11/1997  | 日本     | 京都 | 草3000 | GI   | 菊花賞             | 57   | 松永幹夫 | 14   | 7        | 3    | 3:07.9 | 待兼福來         |
| 29/11/1997 | 日本     | 中山 | 草3600 | GII  | 長途馬錦標         | 55   | 河内洋   | 12   | 8        | 1    | 3:48.7 | （Admire Lapis） |
| 25/1/1998  | 日本     | 中山 | 草2200 | GII  | 美國賽馬會盃       | 57   | 河内洋   | 3    | 3        | 1    | 2:15.3 | （礦橋）         |
| 22/3/1998  | 日本     | 阪神 | 草3000 | GII  | 阪神大賞典         | 57   | 河内洋   | 3    | 3        | 1    | 3:09.3 | （御用律師）     |
| 3/5/1998   | 日本     | 京都 | 草3200 | GI   | 春季天皇賞         | 58   | 河内洋   | 5    | 4        | 1    | 3:23.6 | （黃金旅程）     |
| 12/7/1998  | 日本     | 阪神 | 草2200 | GI   | 寶塚紀念           | 58   | 河内洋   | 2    | 2        | 11   | 2:13.2 | 無聲鈴鹿         |
| 15/10/1998 | 日本     | 京都 | 草2400 | GII  | 京都大賞典         | 59   | 河内洋   | 3    | 3        | 2    | 2:25.7 | 星雲天空         |
| 1/11/1998  | 日本     | 東京 | 草2000 | GI   | 秋季天皇賞         | 58   | 河内洋   | 2    | 2        | 5    | 2:00.1 | 越位陷阱         |
| 27/12/1998 | 日本     | 中山 | 草2500 | GI   | 有馬紀念           | 57   | 河内洋   | 10   | 5        | 2    | 2:32.2 | 草上飛           |
| 24/1/1999  | 日本     | 京都 | 草2400 | GII  | 日經新春盃         | 59.5 | 河内洋   | 11   | 8        | 1    | 2:31.4 | （Emocion）      |
| 21/3/1999  | 日本     | 阪神 | 草3000 | GII  | 阪神大賞典         | 59   | 河内洋   | 8    | 8        | 2    | 3:13.5 | 特別週           |
| 2/5/1999   | 日本     | 京都 | 草3200 | GI   | 春季天皇賞         | 58   | 河内洋   | 10   | 7        | 2    | 3:15.4 | 特別週           |
| 10/10/1999 | 日本     | 京都 | 草2400 | GII  | 京都大賞典         | 59   | 河内洋   | 6    | 6        | 2    | 2:24.4 | 鶴丸剛志         |
| 31/10/1999 | 日本     | 東京 | 草2000 | GI   | 秋季天皇賞         | 58   | 河内洋   | 4    | 2        | 11   | 1:59.1 | 特別週           |
| 26/12/1999 | 日本     | 中山 | 草2500 | GI   | 有馬紀念           | 56   | 河内洋   | 13   | 7        | 5    | 2:37.5 | 草上飛           |
| 8/10/2000  | 日本     | 京都 | 草2400 | GII  | 京都大賞典         | 59   | 石橋守   | 6    | 5        | 8    | 2:27.0 | 好歌劇           |

## 退役後
退役後，目白光明成爲了配種馬，在北海道靜內町（今新日高町）Arrow Stud休養，在2001年進行配種。首批子嗣於2002年出生。首批子嗣可於2004年出賽。2007年12月1日，改造人在長途馬錦標取勝，成爲首匹勝出分級賽的子嗣，亦達成父子制霸。
2003年被轉移至北海道新冠町大紅牧場繼續進行配種。
2004年5月16日，其由於配種後因心臟病發作死亡，享年10歲。

### 主要子嗣

#### 分級賽優勝子嗣
2002年生
- 改造人（長途馬錦標）

## 血統簡介
父系目白韋仁爲日本賽駒，生涯戰績優秀，曾勝出一級賽寶塚紀念。祖父Amber Shadai亦爲日本賽駒，生涯戰績彪炳尤其活躍於長途賽事，曾勝出有馬紀念及春季天皇賞。
母系Reru du Temps爲日本賽駒，生涯戰績不佳，雖有勝場但未突破條件戰級別。外祖父丸善斯基爲日本賽駒，生涯八戰全勝，因其無敵的領放戰術令其於八場賽事中總計拋離對手61馬位而被稱爲「超級跑車」，更於1990年成爲日本中央競馬會第20匹殿堂馬。

### 血統表
| 父線：北方風味系（北地舞人系）        |                              |               |                 |
| 種馬 目白韋仁 1987年（棗色）          | Amber Shadai 1977年（棗色）  | 北方風味      | 北地舞人        |
| 種馬 目白韋仁 1987年（棗色）          | Amber Shadai 1977年（棗色）  | 北方風味      | Lady Victoria   |
| 種馬 目白韋仁 1987年（棗色）          | Amber Shadai 1977年（棗色）  | Clear Amber   | Ambiopoise      |
| 種馬 目白韋仁 1987年（棗色）          | Amber Shadai 1977年（棗色）  | Clear Amber   | One Clear Call  |
| 種馬 目白韋仁 1987年（棗色）          | Mejiro Chaser 1977年（棗色） | Mejiro Samman | Charlottesville |
| 種馬 目白韋仁 1987年（棗色）          | Mejiro Chaser 1977年（棗色） | Mejiro Samman | Paradisea       |
| 種馬 目白韋仁 1987年（棗色）          | Mejiro Chaser 1977年（棗色） | Cheryl        | Snob            |
| 種馬 目白韋仁 1987年（棗色）          | Mejiro Chaser 1977年（棗色） | Cheryl        | Chanel          |
| 繁殖雌馬 Reru du Temps 1982年（棗色） | 丸善斯基 1979年（棗色）      | 尼真斯基      | 北地舞人        |
| 繁殖雌馬 Reru du Temps 1982年（棗色） | 丸善斯基 1979年（棗色）      | 尼真斯基      | Flaming Page    |
| 繁殖雌馬 Reru du Temps 1982年（棗色） | 丸善斯基 1979年（棗色）      | Shill         | Buckpasser      |
| 繁殖雌馬 Reru du Temps 1982年（棗色） | 丸善斯基 1979年（棗色）      | Shill         | Quill           |
| 繁殖雌馬 Reru du Temps 1982年（棗色） | Kei Tsunami 1974年（棗色）   | Ladiga        | Graustark       |
| 繁殖雌馬 Reru du Temps 1982年（棗色） | Kei Tsunami 1974年（棗色）   | Ladiga        | Celia           |
| 繁殖雌馬 Reru du Temps 1982年（棗色） | Kei Tsunami 1974年（棗色）   | Hibiscus      | Admiral Byrd    |
| 繁殖雌馬 Reru du Temps 1982年（棗色） | Kei Tsunami 1974年（棗色）   | Hibiscus      | Kikuju Hime     |
| 雌系：號族：4-r                       |                              |               |                 |
| 五代內近親交配：北地舞人 4×4          |                              |               |                 |

## 命名由來
名字中，Mejiro（メジロ）是馬主目白牧場冠名，亦即其牧場名字，Bright（ブライト）於英語中即是「光明」，聯想自九州旅客鐵道的特別急行列車閃耀號。

## 外部連結
- 目白光明 netkeiba.com （页面存档备份，存于）
- 血統表 （页面存档备份，存于）